# Paisaje protegido de la Sierra de Santo Domingo
El paisaje protegido de la Sierra de Santo Domingo es un espacio natural aragonés situado en el Prepirineo. Protege la vertiente zaragozana de la sierra homónima (que también se extiende por la provincia de Huesca), estando situado al norte de la comarca de las Cinco Villas, ocupando parte de los municipios de Biel, Longás y Luesia.

## Medio Natural

### Flora
La especie arbórea más común en la sierra es el pino (Pinus), producto de repoblaciones realizadas en el siglo XX, aunque poco a poco va dejando paso a una densa masa forestal autóctona compuesta principalmente por especies como quejigos (Quercus faginea), carrascas (Quercus ilex), y boj (Buxus sempervierns); y en menor medida por especies como el abedul (Betula pendula) o el álamo temblón (Populus tremula). Destacan las formaciones de hayas comunes     (Fagus sylvatica), por su situación en el límite del área de distribución de la especie. 

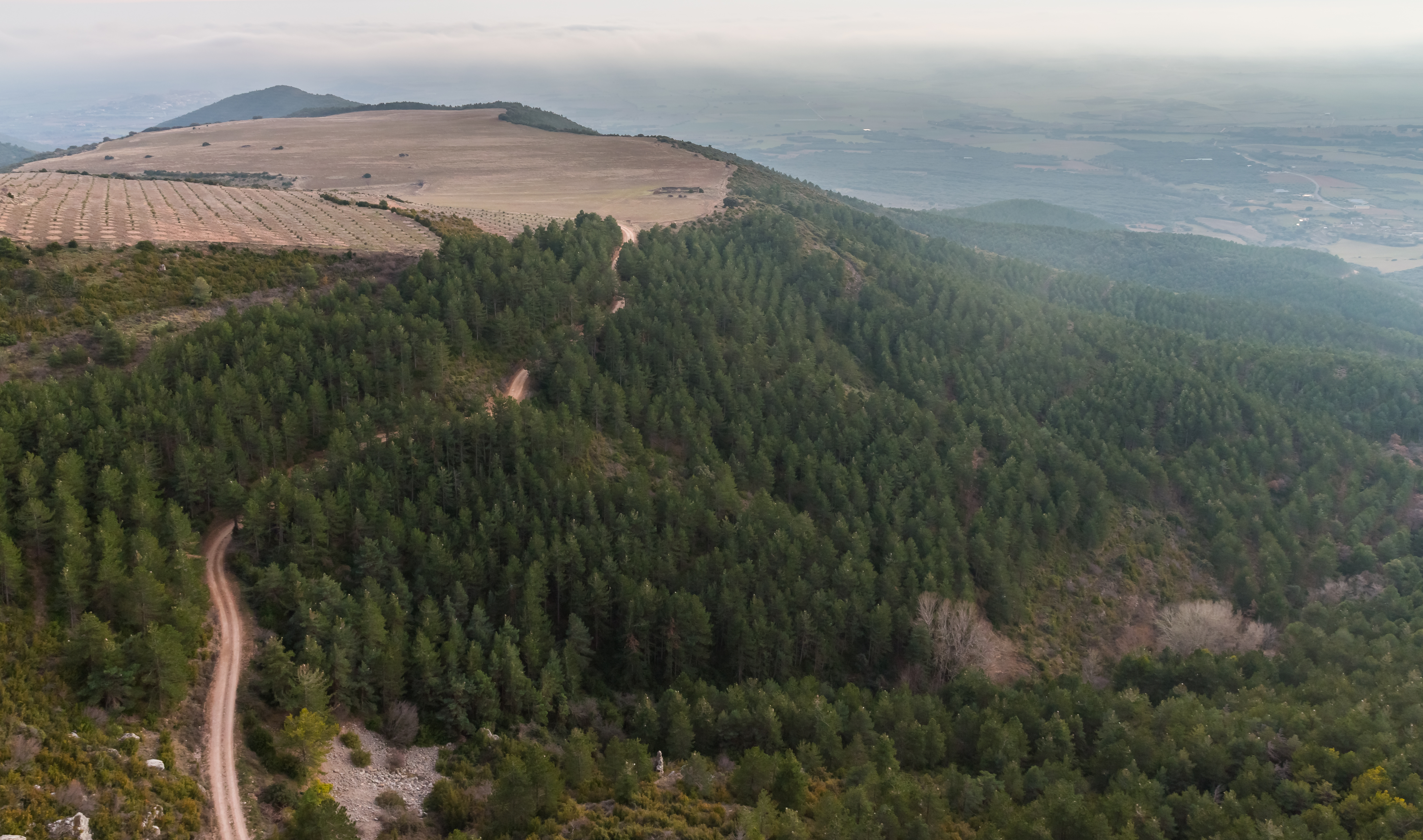
Pinares de Repoblación

### Fauna
El espácíó protegido constituye un área de nidificación para el quebrantahuesos (Gypaetus barbatus), especie emblemática pirenaica. También constituye un hábitat óptimo para otras aves carroñeras como el alimoche (Neophron percnopterus) y rapaces como el milano real (Milvus milvus). Los mamíferos se hallan representados por herbívoros como jabalíes (Sus scrofa), corzos (Capreolus capreolus) y ciervos (Cervus elaphus); y tejones (Meles meles), turones (Mustela Putorius), y garduñas (Martes foina) entre los carnívoros.

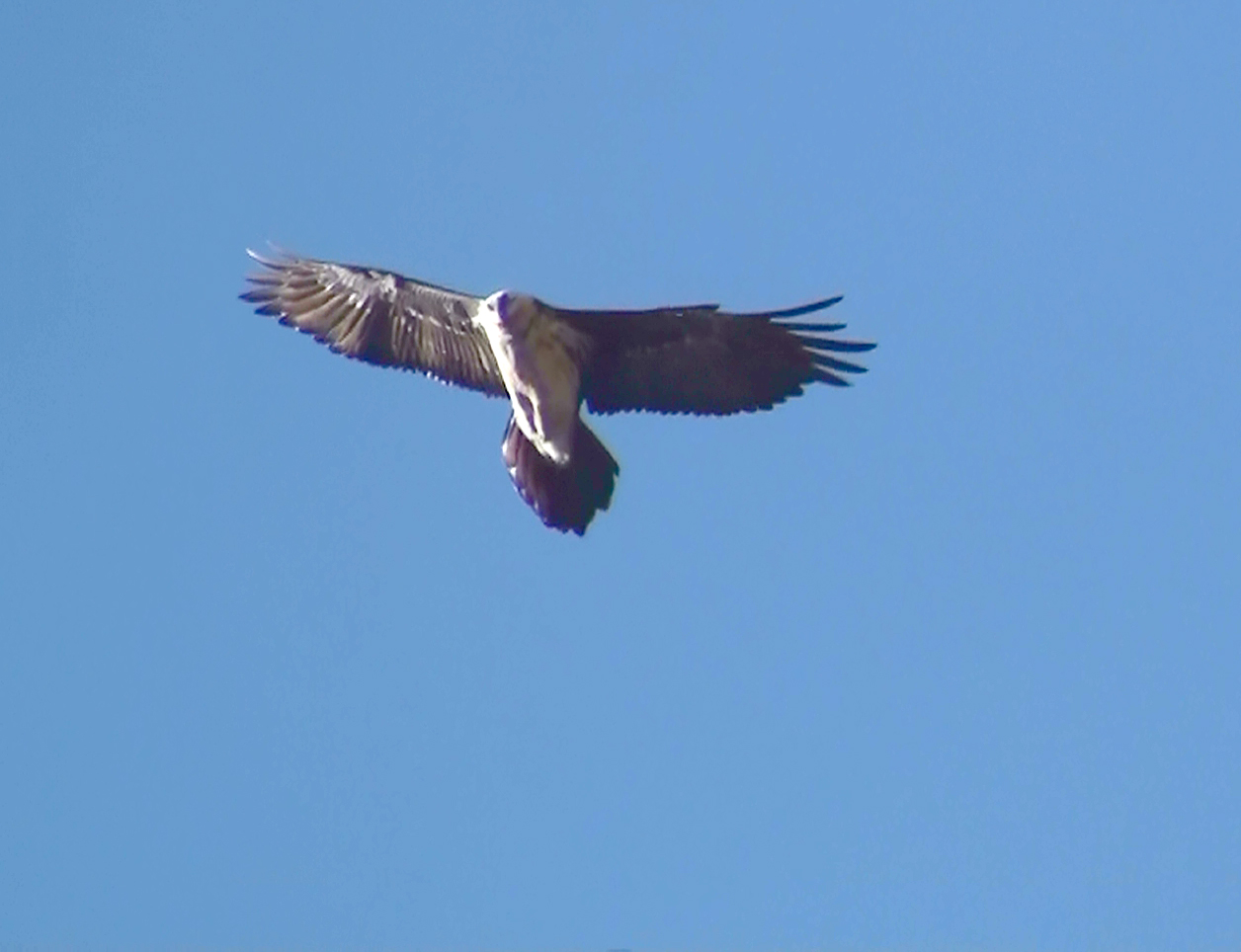
Quebrantahuesos

## Lugares de interés cultural
Las localidades de Biel, Luesia y Longás constituyen un marco perfecto para hacer turismo rural. Aparte de los destacables valores paisajísticos y ecológicos de la Sierra de Santo Domingo, el territorio que ocupan estos tres municipios guarda también lugares de gran interés cultural, como los castillos de Biel y Luesia, de estilo románico, el casco antiguo de Longás, de origen medieval, o el Centro de Interpretación del Románico de Luesia.

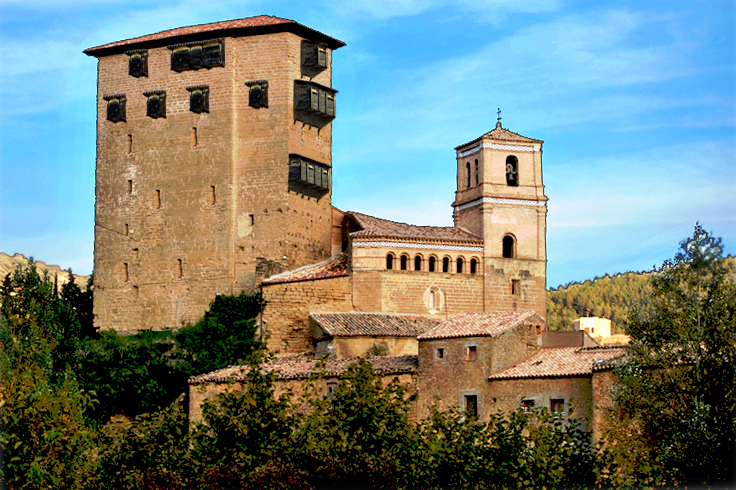
Castillo de Biel
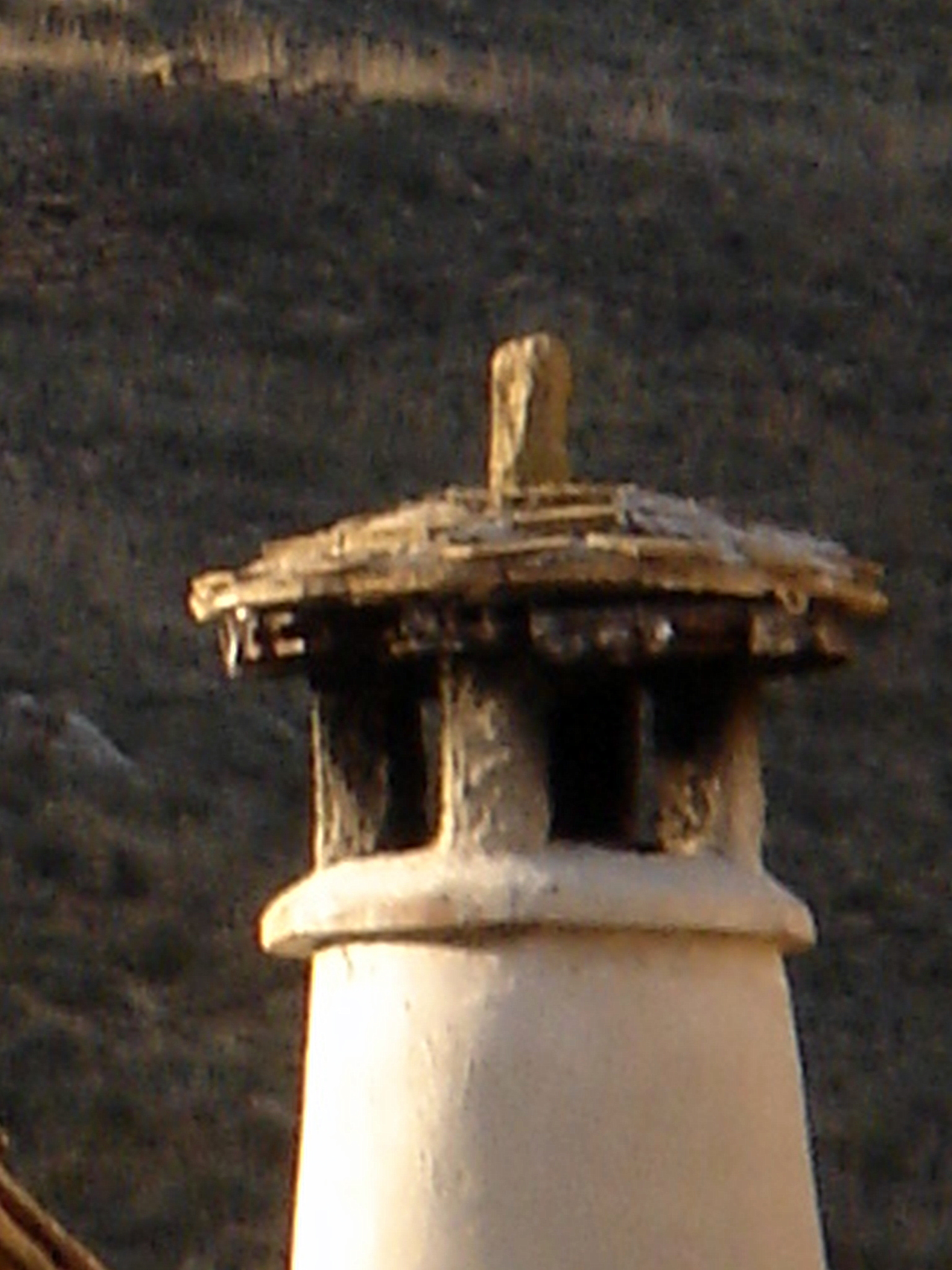
Espantabrujas en Longás
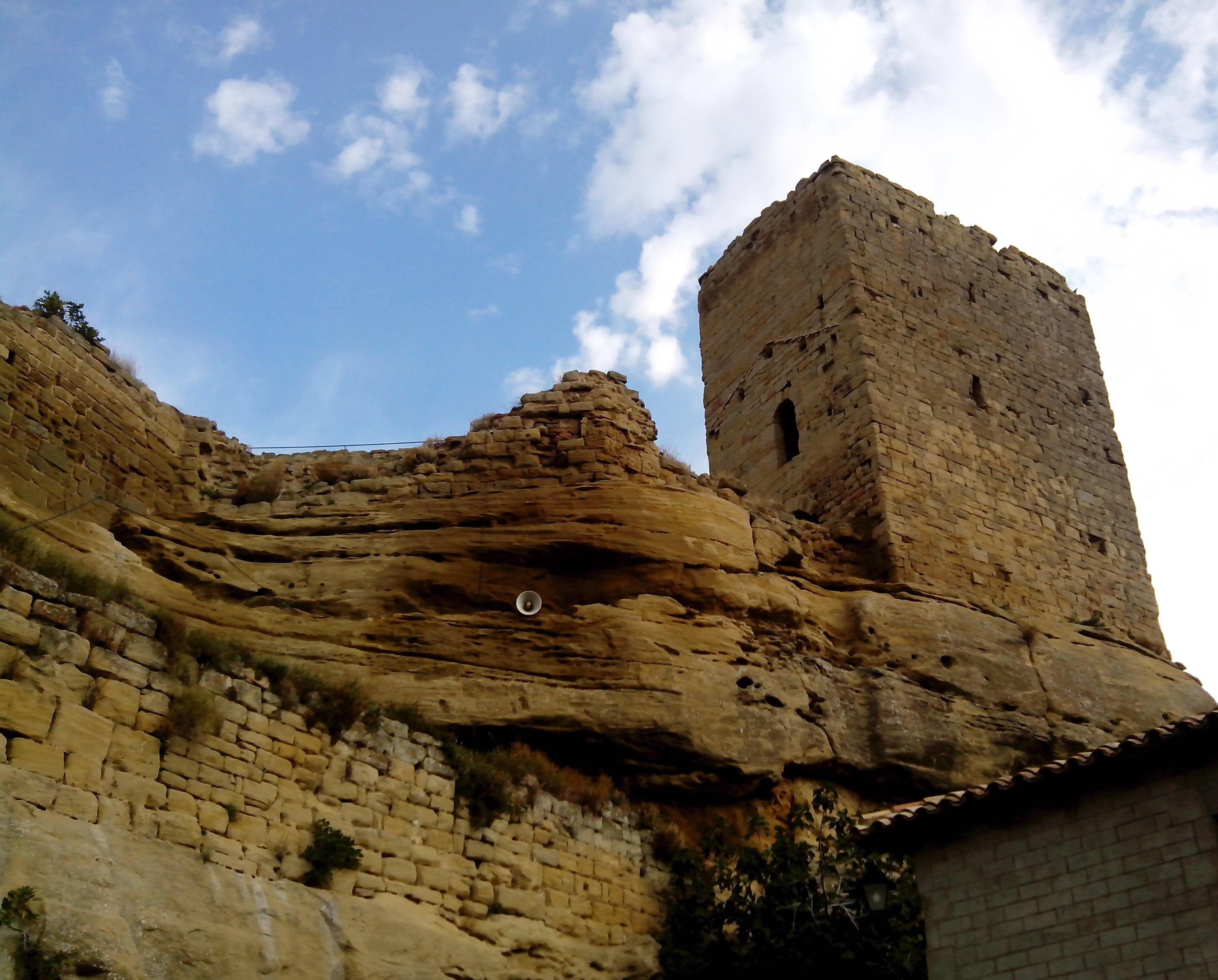
Castillo de Luesia
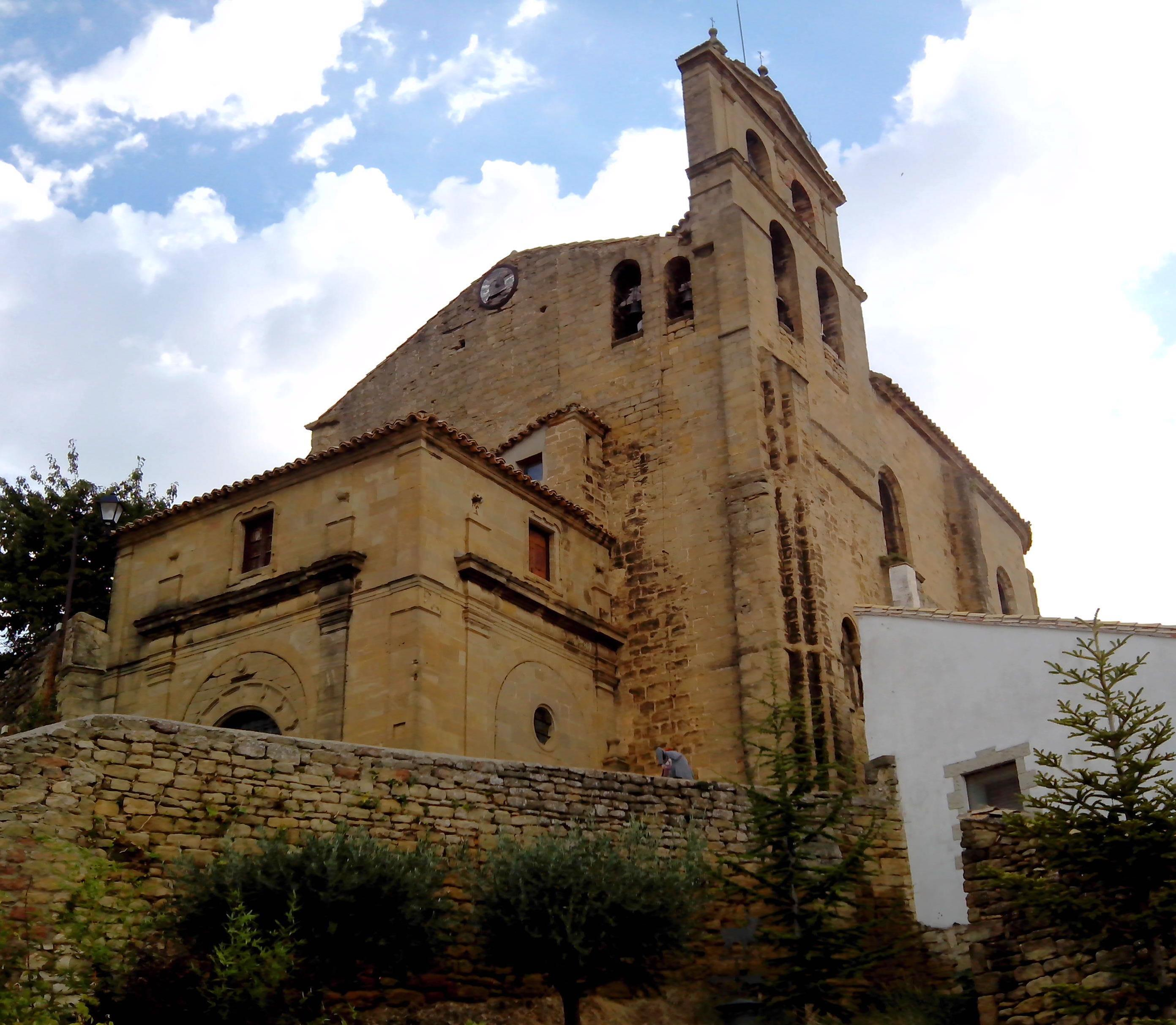
Iglesia de San Salvador de Luesia
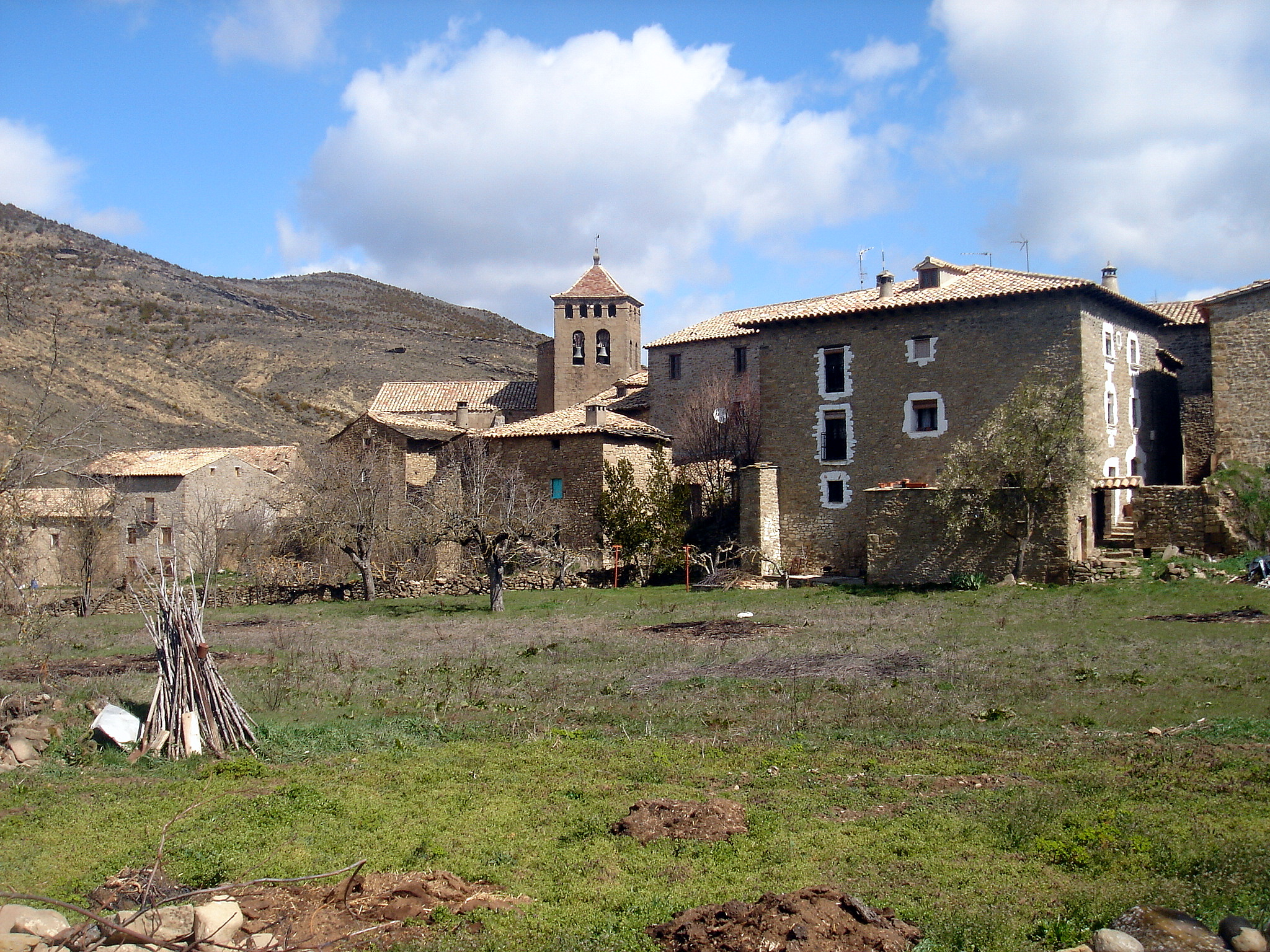
Longás

## Otras figuras de protección
El paisaje protegido se encuentra integrado en la europea Red Natura 2000, ya que en su interior se han declarado los Lugares de Importancia Comunitaria (LIC) "Río Onsella" (con el código ES2430063), "Sierras de Santo Domingo y Caballera" (con el código ES2410064), "Río Arba de Luesia" (con el código ES2430065)  y "Río Arba de Biel" (con el código ES2430066); así como la Zona de Especial Protección para las Aves (ZEPA) "Sierra de Santo Domingo y Caballera y río Onsella" (con el código ES0000287).

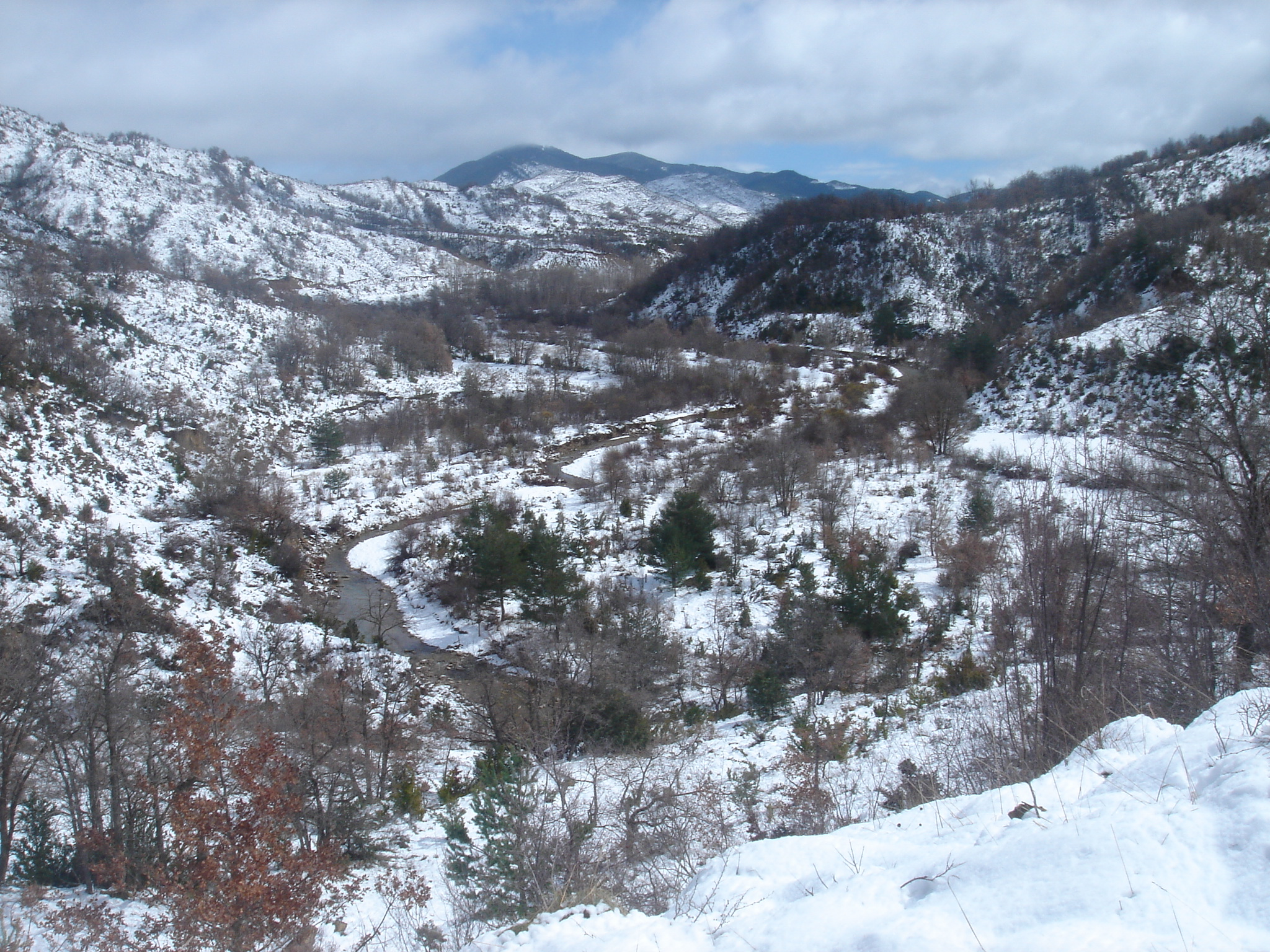
Vista del río Onsella en invierno